# Doré Lake
Der Doré Lake ist ein See in der kanadischen Provinz Saskatchewan.

## Lage
Der Doré Lake befindet sich zentral in der Provinz Saskatchewan, 200 km nordnordwestlich von Prince Albert. Der 459 m hoch gelegene See hat eine Wasserfläche von 628 km², die Gesamtfläche einschließlich Inseln umfasst 640 km². Am Westufer entwässert der Doré River den See und fließt dem Beaver River, ein Zufluss des Churchill River, zu. Am Südufer liegt der Weiler Dore Lake.
„Doré“ ist das kanadisch-französische Wort für Glasaugenbarsch.